# Иллинойс (небоскрёб)
Иллинойс (англ. The Illinois) — неосуществлённый проект небоскрёба в одну милю высотой, который архитектор Фрэнк Ллойд Райт планировал возвести в Чикаго. Проект был представлен 16 октября 1956 года перед множеством репортёров, среди которых был будущий архитектурный критик Пол Гапп, и сразу привлёк значительное внимание.

## Описание
Предполагаемая высота Иллинойса в два раза превышает высоту небоскрёба, возглавляющего сейчас список самых высоких зданий и сооружений мира — Бурдж-Халифы в Дубае, построенного в 2010 году. Несмотря на различие в высоте, эти здания имеют внешние и конструктивные сходства, поэтому существует мнение, что Дубайская башня была вдохновлена проектом Райта. С другой стороны, есть мнение, что на концепцию Бурдж-Халифы Эдриана Смита подтолкнуло здание Lake Point Tower, созданное учениками Людвига Мис ван дер Роэ. Причём Фрэнк Ллойд Райт якобы ненавидел города, был сторонником децентрализации и противником взглядов Миса ван дер Роэ на строительство небоскрёбов. Его проект был рассчитан на то, чтобы препятствовать разрастанию города и сохранить природу.
По форме Иллинойс напоминает трёхгранную иглу, по мере увеличения высоты сужающуюся до шпиля. Основу здания составляет обетонированная стальная мачта, или, как эту систему называл Райт по образу растительного мира, «стержневой корень» («англ. taproot»). На него нанизываются железобетонные перекрытия разных размеров и форм (в отличие от обычных небоскрёбов, когда перекрытия одного размера ставятся друг над другом). При этом используется лёгкий бетон и высокопрочная сталь, а для наружный стен — стекло, алюминий и нержавеющая сталь. Предполагалось, что небоскрёб будет прочен, как египетские пирамиды, его вершина не будет колебаться, а вместит Иллинойс в себя население целого города (до 130 тыс. человек).
По задумке архитектора в здании должны стоять атомные лифты.

## В культуре
Группа Fang Island посвятила зданию одноимённую песню в альбоме 2010 года.